# Ommatius pulverius
Ommatius pulverius är en tvåvingeart som beskrevs av Scarbrough 1997. Ommatius pulverius ingår i släktet Ommatius och familjen rovflugor. Inga underarter finns listade i Catalogue of Life.